# Disphragis vestona
Disphragis vestona är en fjärilsart som beskrevs av William Schaus 1901. Disphragis vestona ingår i släktet Disphragis och familjen tandspinnare. Inga underarter finns listade i Catalogue of Life.